# Marie Texier-Lahoulle
Marie Texier-Lahoulle, née Marie, Rosalie, Joséphine Lahoulle le 22 juillet 1889 à Auray (Morbihan) et morte le 10 septembre 1972 à Vannes (Morbihan), est une femme politique française, membre du Mouvement républicain populaire (MRP). Elle est députée constituante du Morbihan entre 1945 et 1946.

## Biographie

### Origine et vie privée
Marie Lahoulle effectue des études primaires et s’engage par la suite dans le militantisme catholique. Après la Libération, elle est la présidente départementale de l’Union féminine civique et sociale pour le Morbihan, relais féminin du MRP dans la France. Elle milite tout à la fois au sein de la Ligue féminine d’action catholique française. Ces engagements lui valent d’être présente sur la liste du MRP pour les élections législatives constituantes de 1945.
Elle épouse Ernest Texier, notaire à Vannes et frère du général Marie Gustave Victor René Alfred Texier. Ils ont ensemble deux enfants, tous deux morts pour la France (une rue porte leurs noms à Vannes). Elle est femme au foyer.

### Carrière politique
Aux élections municipales du printemps 1945, elle est élue conseillère municipale de Vannes.

#### Assemblées constituantes
Elle compte parmi les premières femmes députées de l'histoire française. 

#### Quatrième République
Elle adhère au RPF en 1950, « plus par sympathie pour le général de Gaulle que pour la doctrine de son parti, car [elle] ne cache pas qu’au point de vue social, [elle est] demeurée fidèle au programme du MRP ». Elle démissionne de ce parti pendant les élections municipales de 1953, avec l’espoir de monter une liste regroupant le RPF et le MRP dans la circonscription de Vannes. En vain, puisque Francis Decker, maire RPF de Vannes sélectionne une combinaison tripartite comportant des indépendants proches de Raymond Marcellin. Marie Texier-Lahoulle quitte alors la vie politique.